# Archiș

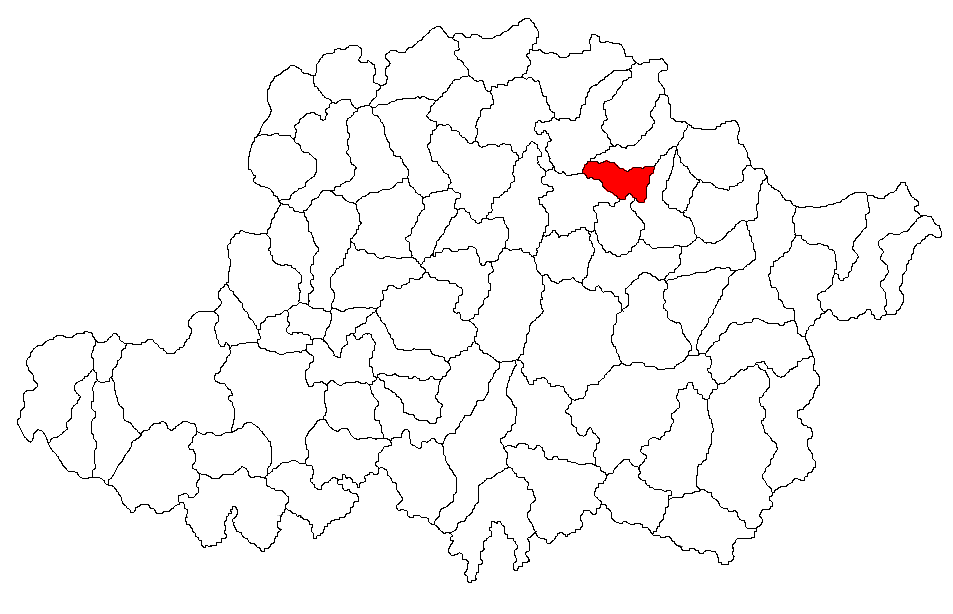
Lage der Gemeinde Archiș im Kreis Arad

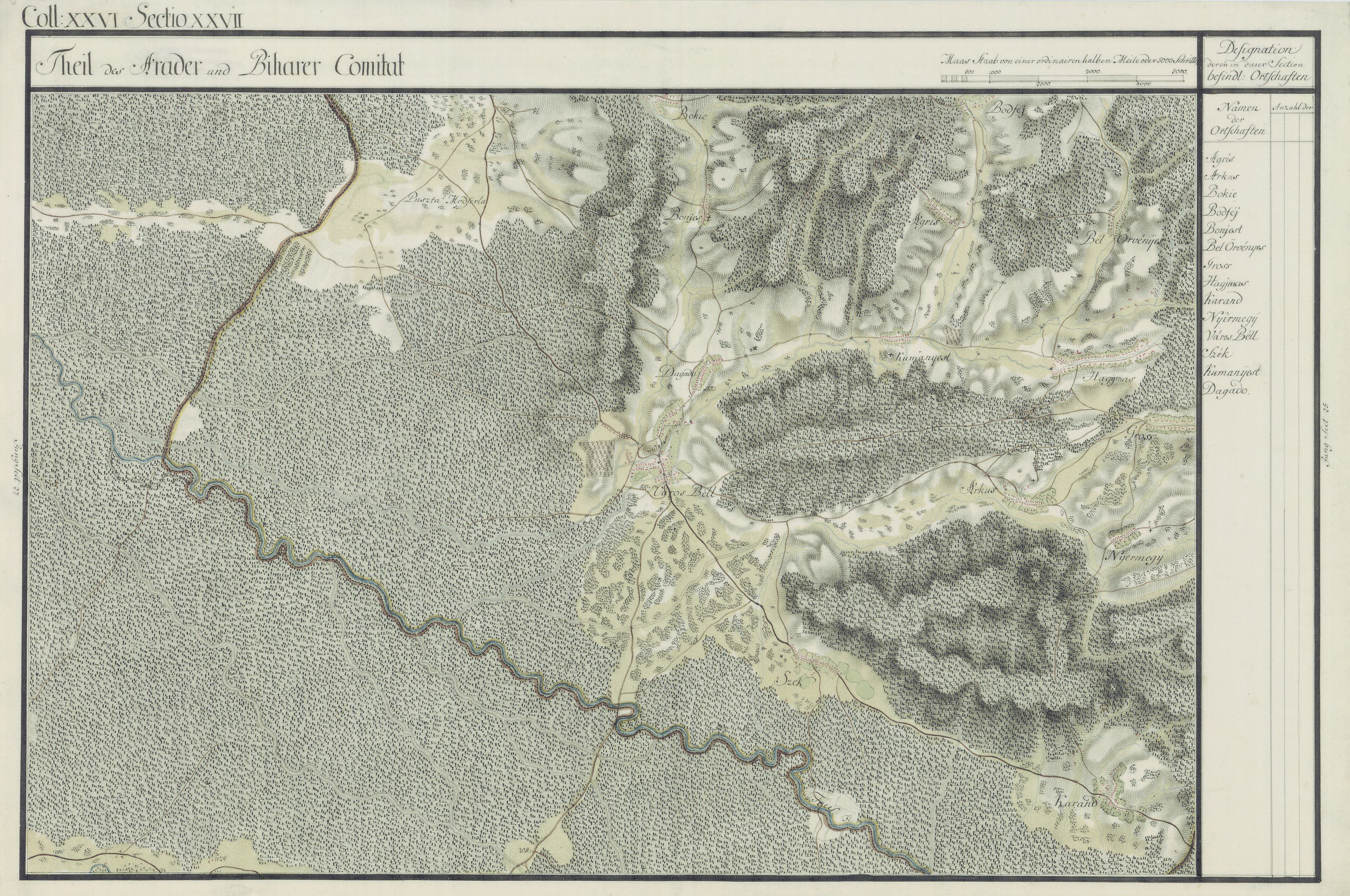
Archiș auf der Josephinischen Landaufnahme

Archiș (deutsch Sächsisch Erkes, ungarisch Bélárkos) ist eine Gemeinde im Kreis Arad, im Kreischgebiet, im Westen Rumäniens. Zu der Gemeinde Archiș gehören auch die Dörfer Bârzești, Groșeni und Nermiș.

## Geografische Lage
Archiș liegt im Nordosten des Kreises Arad, in 80 km Entfernung von der Kreishauptstadt Arad, am Fuße des Codru-Moma-Gebirges.

## Nachbarorte
| Beliu    | Agrișu Mic                                  | Hășmaș   |
| Gurba    | Kompassrose, die auf Nachbargemeinden zeigt | Bârzești |
| Seliștea | Bârsa                                       | Cărand   |

## Geschichte
Die erste urkundliche Erwähnung stammt aus dem Jahr 1552.
Im Laufe der Jahrhunderte traten verschiedene Schreibweisen des Ortsnamens in Erscheinung: 1552 Arkos, 1651 Felsőárkos, 1692 Alkos, 1598 Arkos, 1773 Arkus, 1780–1781 Arkus, Arkuss, Arkis, 1785 Árkus, Arkus, 1785–1786 Arcus, Arkusch, 1789 Arkus, 1796–1799 Arkus, 1808 Árkus, Árkis, 1839 Árkus, 1858, 1863 Árkus, 1882 Árkus, Árkos, Archisiu, 1893 Árkos, Árkus, 1900 Árkus, 1909 Archiș, Árkus, 1913 Bélárkos, 1921 Archiș, Bélárkos, 1932 Archiș, 1974 Archiș.
Archäologische Ausgrabungen auf dem Areal der Gemeinde Archiș haben die Überreste einer trakischen Festung  freigelegt. Im 1. Jh. v. Chr. gehörte die Ortschaft zur Provinz Dakien, die zu Trajans Zeiten eine römische Provinz war.
Bis zum Ersten Österreichischen Türkenkrieg (1526) gehörte die Siedlung zum Königreich Ungarn und danach zum Osmanischen Reich (1526–1699). Nach dem Frieden von Karlowitz (1699) kam Arad und das Maroscher Land unter österreichische Herrschaft, während das Banat südlich der Marosch bis zum Frieden von Passarowitz (1718) unter Türkenherrschaft verblieb. Auf der Josephinischen Landaufnahme ist Arkus eingetragen.
Infolge des Österreichisch-Ungarischen Ausgleichs (1867) wurde das Arader Land, wie das gesamte Banat und Siebenbürgen, dem Königreich Ungarn innerhalb der Doppelmonarchie Österreich-Ungarn angegliedert. Die amtliche Ortsbezeichnung war Bélárkos. Der Vertrag von Trianon am 4. Juni 1920 hatte die Grenzregulierung zur Folge, wodurch Archiș  an das Königreich Rumänien fiel.

## Bevölkerungsentwicklung
| 1880 | 1882 | 1822 | 11 | 1 | 48            |
| 1910 | 2351 | 2314 | 21 | 4 | 12            |
| 1930 | 2364 | 2348 | 6  | 4 | 6             |
| 1977 | 2109 | 2108 | -  | - | 1             |
| 1992 | 1905 | 1896 | 6  | 1 | 2             |
| 2002 | 1699 | 1612 | 4  | 1 | 82            |
| 2011 | 1515 | 1401 | -  | - | 114 (81 Roma) |
| 2021 | 1333 | 1257 | 2  | - | 74 (17 Roma)  |